# Cymopterus goodrichii
Cymopterus goodrichii är en flockblommig växtart som beskrevs av Stanley Larson Welsh och Elizabeth C. Neese. Cymopterus goodrichii ingår i släktet Cymopterus och familjen flockblommiga växter. Inga underarter finns listade i Catalogue of Life.